# Would?
«Would?» (с англ. — «Если бы») — сингл американской гранж-группы Alice in Chains. Песня попала в саундтрек к фильму «Одиночки» 1992 года и во второй студийный альбом Dirt  выпущенный в сентябре 1992 года. Длительность песни составляет 3 минуты 27 секунд. Автором текста и композитором является Джерри Кантрелл. В 1993 году музыкальный видеоклип был удостоен награды MTV Video Music Award в номинации «Лучшее видео саундтрека».
«Would?» является одним из самых узнаваемых композиций в творчестве группы (наряду с «Man in the Box» и «Rooster»).

## История записи
Джерри был недоволен тем, какой вышла песня. Я помню, как он жаловался, что на пластинке не было тарелок и что ему больше нравилась демоверсия, поэтому он вернулся [в студию London Bridge], а Рик [Парашар] и я сделали ремикс „Would?“.Джонатан Плам
После успеха своего дебютного фильма «Скажи что-нибудь»(1989), сценарист и режиссёр Кэмерон Кроу решил приступить к работе над следующей картиной, отчасти вдохновлённый безвременной кончиной Эндрю Вуда, вокалиста Mother Love Bone, который умер в 1990 году. Эмоциональная реакция и объединение музыкального сообщества после смерти Вуда оказали глубокое влияние на него и на сценарий, который он разрабатывал. Кроу обратился к Alice in Chains с предложением записать песню для саундтрека к новому фильму.
В  интервью для Rolling Stone в 2017 году, Кэмерон Кроу рассказал о совместной работе с группой:
Они [Alice in Chains] были великолепны; они были очень отзывчивые и веселые. Где-то в то время, когда мы заканчивали работу [над фильмом Одиночки], видео „Man in the Box“ стал хитом. Они были первой группой из Сиэтла, которая стала хитом того поколения. Лейн [Стейли] был великолепен. И мы поставили Джерри Кантрелла в Джерри Магуайер.
По словам Джерри Кантрелла, для записи саундтрека Кроу заплатил Alice in Chains гораздо больше, чем получил на самом деле.
Запись проходила в ноябре 1991 года в студии London Bridge Studios в Сиэтле при сотрудничестве с продюсером Риком Парашаром и звукорежиссёром Джонатаном Пламом. Часть этого материала появились на мини-альбоме Sap, на студийном альбоме Dirt. Такие песни, как «Lying Season» и «Fear the Voices», не вошедшие ни в один из релизов, вскоре были выпущены на бокс-сете Music Bank, одна из которых была в качестве сингла.
Музыканты приняли участие в съёмках фильма, исполнив вживую песни «It Ain’t Like That» и «Would?». В переиздании сборника Singles: Original Motion Picture Soundtrack в 2017 году были выпущены ранее  неизданные материалы, и в том числе демозаписи, живые выступления и альтернативные дубли.

## Содержание
Песня была написана гитаристом Джерри Кантреллом, в память о Эндрю Вуде, фронтмене группы Mother Love Bone, который умер от передозировки в 1990 году. В примечаниях коллекционного бокс-сета Music Bank Кантрелл сказал:
Я много думал об Эндрю Вуде в то время. Мы всегда отлично проводили время, когда общались, примерно как и с Крисом Корнеллом. Никогда не было серьезных  разговоров, это была лишь забава. Энди был веселым парнем, полным жизни, и было очень печально его потерять. Но я всегда ненавидел людей, судящих других по поступкам. Так что это было направлено на людей, которые привыкли осуждать..

Вокалист группы Mother Love Bone Эндрю Вуд (в центре) умер от передозировки героина в 1990 году, и в память о нём была написана песня «Would?»

Размышляя о песне в 2017 году Кантрелл сказал:
Действительно важным событием для всех нас, как своего рода более тяжелое предзнаменованием некоторых вещей, которые непосредственно повлияли на нас и наших друзей - была смерть Энди Вуда. В этой песне я думал о нем, как и все мы, и пытался подавить это [горе] и просто написал небольшую оду для него. Потому что его больше не было, а все шло своим чередом... Было приятно иметь возможность использовать эту песню, она была очень пронзительной, потому что мы как бы несем его с собой[в памяти]..
В интервью британскому ежемесячнику Metal Hammer Кантрелл признался: «Дело в том, что люди должны хотя бы попытаться посмотреть на вещи с точки зрения своих собратьев и поставить себя на их место, прежде чем начинать поливать их грязью. Я не думаю, что они часто так делают».
Название песни, которое можно дословно перевести как «Если бы», является также омофоном к фамилии «Вуд».

## Музыкальный видеоклип
Он оказывал такое положительное влияние, так поддерживал меня и позволял мне следовать своим инстинктам. Он был рядом, чтобы все были в сборе. В конечном итоге, это было для его фильма, и он не мог быть настолько вдохновляющим и полезным в процессе создания видео.Джош Тафт о работе с Кэмероном Кроу
Режиссёрами видеоклипа выступили Кэмерон Кроу и Джош Тафт, сотрудничавший с группой при создании Live Facelift 1990 году. Съемки проходили с 29 мая по 1 июня 1992 года в ныне несуществующем заведении под названием Under the Rail. Видеоклип включал в себя чёрно-белые псевдодокументальные кадры, снятые на фоне постера «Одиночек». Специально для съемок Майку Старру подобрали белую бас-гитару Spector, похожую на его личный инструмент, оставшийся в студии в Лос-Анджелесе; также пришлось соединить клейкой лентой два ремня, чтобы бас-гитара висела на уровне колен и закрепили пелёнку к задней части гитары, чтобы Старр не поцарапал её. Кантрелл играл на коричневой электрогитаре Gibson Les Paul, а не на привычной G&L Rampage.

По словам Ксаны Ла Фуэнте, невесты Эндрю Вуда, она подарила оранжевую кофту Вуда Лейну Стейли. В этой кофте он вскоре снялся в видеоклипе «Would?»

Съёмки видеоклипа усложнялись из-за вокалиста Лейна Стейли. В самом разгаре съемок Стейли покидал площадку, под разными предлогами, чтоб принять очередную дозу. Дункан Шарп, местный кинорежиссёр, снявший одну из сцен в клипе, рассказал как Стейли прерывал съемки видеоклипа для того чтобы вернуться домой. На съемочной площадке он говорил, что ему необходимо покормить кошку и купить аспирин. «Я думаю, что все в тот момент знали, что ему нужно было вернуться домой, чтобы получить кайф», — сказал Шарп. Оправдание о необходимости кормить его кошку был обманом. В действительности Стейли завёл кошку по имени Сэйди, но только в 1994 году — два года спустя.
Вот как вспоминал об этих съемках режиссёр Джош Тафт:
Это была не самая приятная ночь в моей жизни… Совсем не похоже на то, как мы работали раньше [над Live Facelift], будто вся их наивность куда-то ушла, всё стало сложнее… Я считал Джерри своим другом и видел, с чем ему приходилось сталкиваться, чтобы двигаться вперёд. Помню, мне было его немного жаль, ведь всё выглядело так, что это продолжится в том же духе.
Видео было выпущено в сборнике Music Bank: The Videos (1999).

## Выпуск и отзывы
На расширенных изданиях сингла, в зависимости от версии, были включены песни Man in the Box, Brother, Right Turn и We Die Young.Также песня вошла в сборники: Nothing Safe: Best of the Box (1999), Music Bank (1999), Greatest Hits (2001), и The Essential Alice in Chains (2006). В 1996 году «Would?» был выпущен как промосингл в поддержку концертного альбома MTV Unplugged.
8 августа 1992 года «Would?» дебютировал на 40-й позиции в рейтинге Album Rock Tracks Billboard и после семи недель песня заняла 31 позицию. 17 января 1993 года сингл попал в топ-20 британского официального чарта синглов Top 75 (19-е место). 30 января песня заняла 77-е место в чарте European Hot 100, составленном на основе продаж сингла в пятнадцати странах Европы. «Would?» он также был внесен в австралийский список Top 100 Singles Chart (69-е место) и Finnish The Official Finnish Charts (17-е место).17 апреля песня заняла 33 место в голландском Single-Top-100. 11 ноября 1996 года  песня заняла 21 позицию в канадском RPM Alternative 30. 21 декабря стало 19-м в американском Hot Mainstream Rock Tracks. 26 января 2019 года композиция заняла 15 место в Billboard Hot Rock Songs.
Стив Хьюи из AllMusic отметил, что «„Would?“ стала одной из самых популярных песен Alice in Chains, уступая, пожалуй, только продукту рок-радио „Rooster“. Более меланхоличная, чем многие из самых известных рокеров группы, „Would?“ была не менее мучительной, а её текст намекал — окольным путем — на наркотическую зависимость, которая помогла породить чувство мучительного отчаяния, доминирующее в музыке группы». «Как бы то ни было, „Would?“ — один из наиболее полно реализованных индивидуальных моментов группы».
Чад Чилдерс из Loudwire заметил, что «мрачный музыкальный тон и язвительные комментарии трека исходили от Джерри Кантрелла, который задал заглавный вопрос тем, кто осуждают о жизни других людей, не зная их».
Тайлер Кейн в Paste пишет, что «Would?» — один из немногих, кто не акцентирует внимание на зависимости. По словам автора, для него характерны мрачное настроение, «скрипучий» звук гитар и характерный крик Стейли. Кейн отметил, что «все сводится к самому главному — к мощной мелодии».
Майкл Кристофер из PopMatters считает, что с выпуском песни «Alice in Chains предстали совершенно другими. Они выглядели явно неметаллическими, пульсирующая басовая линия и племенной барабанный бой перемежались со сценами из любовного послания Кэмерона Кроу к Сиэтлу начала 90-х.».
Джеймс Хантер из Rolling Stone отметил, что «„Would?“ — песня Сиэтла, которая в 1999 году не вызывает никакой ностальгии по гранжу. Она вне времени, один из самых стильных синглов десятилетия, работа группы, которая понимает, что жизнь выходит из-под контроля, но первоклассные рок-записи не могут этого сделать».
Сэм Лоу из Kerrang! поставил песню на 6-е место в рейтинге «20 величайших песен Alice In Chains» и отметив что, «в текстах песен есть подлинная острота, в которых говорится о трудностях реабилитации, борьбе с рецидивами и неуверенности в будущем».

## Награды и номинации
8 июля 1993 года видеоклип на песню «Would?» был номинирован на премию MTV Movie Award в категории за «Лучшее видео саундтрека». 2 сентября того же года во время гала-концерта MTV Video Music Awards в Лос-Анджелесе музыкальный видеоклип было награждён статуэткой за «Лучшее видео саундтрека».
| Год  | Награда                | Категория                 | Работа   | Результат |
| ---- | ---------------------- | ------------------------- | -------- | --------- |
| 1993 | MTV Movie Awards       | «Лучшее видео саундтрека» | «Would?» | Номинация |
| 1993 | MTV Video Music Awards | «Лучшее видео саундтрека» | «Would?» | Победа    |

«Would?» заняла 51 позицию в списке «100 лучших песен 1993 года», составленным Triple J. Журнал Spin поставил на 5-е место в «Лучшие синглы 1993 года». В 2009 году канале VH1 песню попала на 88 позицию в чарте «100 лучших песен хард-рока». В списке, подготовленном порталом Pitchfork в 2010 году, «Would?» занял 168 место в рейтинге «200 лучших треков 90-х». В 2012 году сайт Ultimate Guitar опубликовал рейтинг «10 лучших басовых линий в истории музыки», где песня Alice in Chains заняла 6 позицию. В 2014 году развлекательный журнал Paste поставил песню на третье место в своем списке 50 лучших гранж-песен. В 2021 году журнал Kerrang! поставил песню «Would?» на 6-е место в рейтинге «20 величайших песен Alice In Chains». 
| Год  | Заголовок                                       | Публикация      | Позиция |
| ---- | ----------------------------------------------- | --------------- | ------- |
| 1993 | «100 лучших песен 1993 года»                    | Triple J        | 51      |
| 1993 | «Лучшие синглы»                                 | Spin            | 5       |
| 2009 | «100 лучших песен хард-рока»                    | VH1             | 88      |
| 2010 | «200 лучших треков 1990-х годов»                | Pitchfork       | 168     |
| 2012 | «10 лучших басовых линий в истории музыки»      | Ultimate Guitar | 6       |
| 2014 | «50 лучших гранж-песен»                         | Paste           | 3       |
| 2015 | «Топ-10 песен в основном альтернативном гранже» | Calgary Sun     | 3       |
| 2021 | «20 величайших песен Alice In Chains»           | Kerrang!        | 6       |

## Список композиций и форматы выпуска
Все песни написаны Джерри Кантреллом, кроме «Man in the Box» (Стейли, Кантрелл).

| Британский/Австралийский/Европейский компакт-диск (658888 2) 1. «Would?» — 3:27 2. «Man in the Box» — 4:46 \| 4:45 3. «Brother» — 4:27 4. «Right Turn» — 3:58 \| 3:14 Европейский компакт-диск (COL 658328 2/658328 2) 1. «Would?» — н/д 2. «We Die Young» — н/д 3. «Man in the Box» — н/д | Британский 7-дюймовый винил (658888 7) A. "Would?" — 3:27 B. "Man in the Box" — 4:46 Британский 12-дюймовый винил (658888 6) A1. "Would?" — 3:27 A2. "Man in the Box" — 4:46 B1. "Brother" — 4:27 B2. "Right Turn" — 3:58 |

### Промо-издания
| Американский компакт-диск (CSK 4484) 1. «Would?» — 3:27 Американский компакт-диск (CSK 8787) 1. «Would?» — 3:43 Американская кассета (ESK 4484) 1. «Would?» — н/д | Европейский компакт-диск (658888 2/01-658888-14) 1. «Would?» — 3:27 2. «Man in the Box» — 4:46 3. «Brother» — 4:27 4. «Right Turn» — 3:58 |

## Живые выступления
«Would?» впервые исполнили во время концерта в Manchester Apollo в Манчестере, Великобритания 28 марта 1991 года в рамках тура Oxidation of the Nations. 10 сентября 1992 года участники группы выступили вместе с Pearl Jam в отеле Park Plaza в Лос-Анджелесе по случаю официального празднования в поддержку фильма «Одиночки», исполнив «Junkhead» и «Would?». Композиция регулярно звучала во время всех гастролей коллектива.
В 1996 году Alice in Chains исполнила акустическую версию «Would?» на MTV Unplugged .
10 марта 2006 года, во время Decades Rock Live!, организованный музыкальным каналом VH1 Classic, песня была исполнена Alice in Chains в дуэте с Филом Ансельмо. Музыканты посвятили выступление памяти Даймбэга Даррелла и Лейна Стейли.
2 июня, во время выступления на фестивале Rock am Ring была представлена песня «Would?» с участием Джеймса Хэтфилда, фронтмена группы Metallica.

## Кавер-версии
- Шведская металл-группа Opeth записала кавер-версию песни, которая попала в студийный альбом Watershed (2008)[53].
- Созданная специально для сериала «Californication» вымышленная группа Queens of Dogtown исполнила кавер на эту песню. Композиция вошла в саундтрек к четвёртому сезону сериала[54].
- Breaking Benjamin сделал кавер-версию песни в феврале 2020 года, а в качестве второго вокалиста был приглашен Гэвин Россдейл из Bush[55][56].
- 1 декабря 2020 года группы Korn и Metallica исполнили собственные интерпретации песни «Would?» на онлайн-церемонии в Музее поп-культуры, посвящённой группе Alice in Chains по случаю присуждения премии Founders Award[57][58][59].

## В популярной культуре
Песня была использована в компьютерных видеоиграх Burnout Dominator и Burnout Paradise.
В 2007 году песня была использована в музыкальной компьютерной игре SingStar Amped.
В 2009 году песня была использована в игре Rock Band Unplugged.
В 2010 году песня была доступна для загрузки как дополнение к Rock Band и Rock Band 2, включая песни «Rooster», «Would?», «No Excuses», «A Looking in View» и «Check My Brain».
В 2019 года «Would?» была использована в трейлере второго сезона сериала «Каратель».
Песня была одной из подсказок об Alice in Chains (наряду с «Rooster» и «Man in the Box») в эпизоде игрового шоу Jeopardy! вышедшем в эфир 5 марта 2019 года.

## Участники записи
| Alice in Chains - Лейн Стейли — вокал, ритм-гитара - Джерри Кантрелл — гитара, вокал - Майк Старр — бас-гитара - Шон Кинни — ударные | Производство - Рик Парашар — продюсер - Джонатан Плам — звукорежиссёр - Кэмерон Кроу — фотография |

## Чарты
| Чарт (1992—1993)                         | Высшая позиция |
| ---------------------------------------- | -------------- |
| Australia (ARIA)                         | 69             |
| European Hot 100 Singles (Music & Media) | 77             |
| Finland (Suomen virallinen lista)        | 17             |
| Нидерланды (Single Top 100)              | 33             |
| Великобритания (UK Singles Chart)        | 19             |
| США (Billboard Mainstream Rock)          | 31             |

| Чарт (2019)                                  | Высшая позиция |
| -------------------------------------------- | -------------- |
| США (Billboard Hot Rock & Alternative Songs) | 15             |

| Чарт (1996)                     | Высшая позиция |
| ------------------------------- | -------------- |
| Канада (RPM Rock/Alternative)   | 21             |
| США (Billboard Mainstream Rock) | 19             |